# 拉福尔斯 (奥德省)
拉福尔斯（法語：La Force，法語發音：[la fɔʁs] ⓘ）是法国奥德省的一个市镇，属于卡尔卡松区。

## 地理
拉福尔斯（43°11'39"N, 2°5'37"E）面积4.6 平方千米，位于法国奧克西塔尼大區奥德省，该省份为法国南部沿海省份，北起塔恩省，西北接上加龙省，西接阿列日省，南至东比利牛斯省，东临地中海，东北与埃罗省接壤。
与拉福尔斯接壤的市镇（或旧市镇、城区）包括：方若、拉塞尔德普鲁耶、蒙雷阿勒、蒙雷阿勒新城。

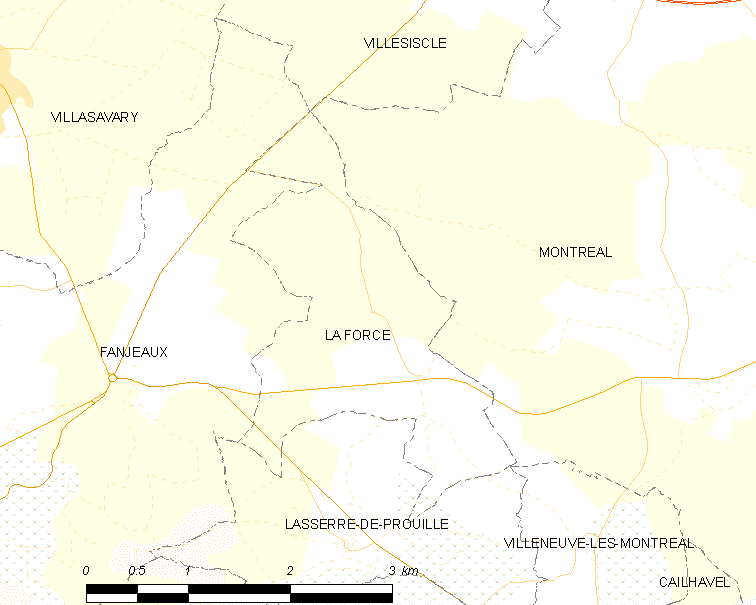
的OSM定位图

拉福尔斯的时区为UTC+01:00、UTC+02:00（夏令时）。

## 行政
拉福尔斯的邮政编码为11270，INSEE市镇编码为11153。

## 政治
拉福尔斯所属的省级选区为拉皮耶日欧拉泽斯县。

## 人口

1962-2008年间人口变化图示

拉福尔斯于2022年1月1日时的人口数量为259人。